# Ilie Catargi
Ilie Catargi (n. cca. 1660 - d. după 1730):pp 371-372 a fost Mare Vistiernic în divanul Moldovei, care a îndeplinit împreună cu Marele Vornic Iordache Ruset, Marele Spătar Ion Neculce și fostul Mare Spătar Ilie Cantacuzino funcția de caimacam al Moldovei în perioada iulie 1707, între sfârșitul celei de-a doua domnii a lui Antioh Cantemir și a doua domnie a lui Mihail Racoviță.:p. 97

## Familie
A fost fiul Marelui Comis Apostol Catargi și a soției sale Safta (Elisafta), fiica Marelui Vornic Iordache Ruset și nepoată doamnei Anastasia Duca. S-a căsătorit cu Ecaterina Lupu, fiica Marelui Hatman Lupu Bogdan și nepoată a lui Constantin Cantemir, cu care a avut împreună trei copii (un băiat și două fete):
- Filip, ajuns mare dregător;
- fiică, al cărei nume nu este cunoscut, căsătorită cu Vasile Ruset, Mare Hatman;
- Maria, decedată în 1704.[1]:p. 372

## Dregătorii
Între 1692 și 1730 ocupă o serie de dregătorii importante cum ar fi postelnic al doilea, vistier al doilea, Mare Comis, Mare Vornic, Mare Logofăt, Mare Vistiernic etc.:p. 371-372
După mazilirea lui Antioh Cantemir, Ilie Catargi împreună cu Marele Vornic Iordache Ruset, Marele Spătar Ion Neculce și fostul Mare Spătar Ilie Cantacuzino  a asigurat, în primăvara și vara anului 1707 ,  conducerea interimară a statului moldovean, în calitate de caimacam.:p. 97
„Iară la anul, de primăvară, vinit-au poroncă de la Poartă la Antiohi-vodă să margă să lucredzi la Tighine. Deci îndată s-au rădicat cu toată boierimea și cu salahori și s-au dus la Tighine, iară aice în Ieși au lăsat căimăcani pe Iordachi Rusăt vornicul și pe mine, Ion Neculce vel-spătar, și pe Ilie Cantacozino biv-visternic și pe Ilie Catargiul vel-visternic, de purta grije țăriii, ce era.:pp 170-171”—Ion Neculce, Letopisețul Țării Moldovei
Odată cu venirea la putere a lui Mihai Racoviță, se refugiază în Țara Românească, deoarece fusese unul din partizanii lui Antioh Cantemir, unde a rămas până la sfârșitul domniei lui Mihail Racoviță în 1709.:p. 371-372
„Iară boierii cei pribegi din Țara Muntenească, Ilie Cantacozino visternicul și Ilie Catargiul visternicul, cum au înțeles de luarea lui Mihai-vodă din Ieși, s-au și bucurat cu nădejdea că este Antiohi-vodă domnu. Ș-au trecut în grabă în ceastă parte la Focșeni și, fără nice o poroncă, au și-nceput a prinde ș-a lega ș-a bate pe oameni lui Mihai-vodă ce să tîmplasă cu slujbe acolo și a lua bucateli a boierilor lui Mihai-vodă care să dedes-în laturi.:p. 179”—Ion Neculce, Letopisețul Țării Moldovei
Turcii au numit însă ca domn pe Nicolae Mavrocordat, care avea să îi ierte pe boierii fugari și să îi includă în divanul său, Ilie Catargi primind demnitatea de Mare Spătar.:p. 182
După venirea la putere a lui Dimitrie Cantemir, Ilie Catargi va fi unul dintre susținătorii acestuia și a politicii sale de apropiere de Rusia.
„Chiematu-ș-au atunce Dumitrașco-vodă boierii săi, câți mai rămăsese lângă dânsul, numai așe, sprinteni, anume pre Nicolai Costin vel-logofăt, pe Ioan Sturdze vornicul și pre Iordachi Rusăt vornicul și pe Ilie Catargiul vel-visternic, și le-u spus precum au chiemat pre moscali, și au venit de trec Prutul la Zagarance. Atunce toți boierii audzind, s-au bucurat și au răspunsu cu bucurie cătră vodă și au dzis: „Bine ai făcut, măria ta, că noi ne temem că te-i duce la turci, și așe avem gând că, de te-om vede că mergi la turci, te-om părăsi și ne-om duce de ne-om închina la moscali”. Și le păre bine.:p. 205”—Ion Neculce, Letopisețul Țării Moldovei